# Měď-64
Měď-64 (64Cu) je izotop mědi, zdroj záření beta plus a beta minus, s využitím v molekulární radioterapii a pozitronové emisní tomografii. Dlouhý poločas přeměny oproti jiným beta plus radioaktivním nuklidům (12,7 hodiny) jej, po navázání na různé ligandy, činí vhodným pro PET a PET-CT.

## Vlastnosti
64Cu má poločas přeměny 12,7 hodin a přeměňuje se z 17,9 % beta plus přeměnou o energii 0,579 MeV na 64Ni, z 39,0 % beta plus s energií 0,653 MeV na 64Zn, z 43,1 % záchytem elektronu na 64Ni a z 0,475 % vnitřní přeměnou za vyzáření gama fotonu o energii 1,35 MeV.
Oxidační číslo mědi bývá v biologii I nebo II, protože mědité sloučeniny (Cu3+) jsou příliš reaktivní a proto se v biochemických systémech nevyskytují. Cu+ vytváří ve vodných roztocích silné komplexy a často není pozorována. Komplexy Cu2+ bývají jednojaderné, paramagnetické a obvykle obsahují sirné nebo dusíkaté ligandy. Pro lidské tělo je měď důležitá jako katalyzátor a jako složka enzymů. Převážně se účastní redoxních reakcí, ale má také význam při transportu železa v krevní plazmě.

## Výroba
Měď-64 je možné vyrobit několika různými reakcemi. Tepelné neutrony lze použít na tvorbu 64Cu s nízkou měrnou aktivitou reakcí 63Cu(n,γ)64Cu, která však má nízkou výtěžnost. Lze také použít vysokoenergetické neutrony a pomocí nich provést reakci 64Zn(n,p)64Cu, kdy se dosahuje vysoké měrné aktivity, ale stále nízké výtěžnosti. Cyklotronem se dá vyrobit, prostřednictvím reakce 64Ni(p,n)64Cu, velké množství nuklidu a s vysokou aktivitou.

## Použití
Jako zdroj pozitronů se 64Cu používá na výrobu radiofarmak pro zobrazování řady různých stavů. Záření beta minus lze také využít v radioterapii. Oproti jiným nuklidům využívaným pro PET má poměrně dlouhý poločas přeměny, což může být výhodné pro léčbu a pro zobrazování fyziologických procesů.

### Pozitronová emisní tomografie

#### Metastázy v kostech
Experimentální preklinické studie ukázaly, že izotop 64Cu navázaný na methylfosfonátovou skupinu může být použit v PET pro zobrazování kostí.

#### Neuroendokrinní nádory
Neuroendokrinní nádory lze lokalizovat pomocí několika radiofarmak založených na DOTA. Nejčastěji se jako radionuklidová složka používá gallium-68. Od roku 2020 je FDA pro lokalizaci somatostatinových receptorů schválen komerční produkt 64Cu-DOTA-TATE.

#### Nádory prostaty
V karcinomech prostaty se objevuje zvýšená exprese peptidu bombesinu v BB2 receptorech. Byl vytvořen CB-TE2A jako stabilní chelatační systém pro 64Cu a zapojen do analogů bombesinu pro in vitro a in vivo studie karcinomů prostaty. PET-CT studie ukázaly, že bývá nádory přijímán selektivně a v ostatních tkáních je jeho příjem minimální. V dalších preklinických studiích se zjistilo, že zacílením na receptor peptidu uvolňujícího gastrin lze detekovat nádory slinivky břišní a prsou.

#### Perfuze ledvin
Bis(thiosemikarbazon) ethylglyoxalu lze použít jako PET radiofarmakum, a to s několika izotopy mědi. 64Cu-ETS byl použit v experimentální preklinických studiích k zobrazování perfuzí myokardu, mozku a nádorů, přičemž byla zjištěna lineární závislost příjmu látky ledvinami na toku krve. Perfuzi ledvin je možné detekovat i pomocí CT nebo magnetické rezonance, ovšem CT vyžaduje použití potenciálně alergenní kontrastní látky, při magnetické rezonanci pacient není vystaven ionizujícímu záření, ale vyšetření se provádí obtížně. PET s 64Cu umožňuje kvantitativní měření perfuze ledvin.

#### Wilsonova nemoc
Wilsonova nemoc je vzácné onemocnění, při kterém se v těle nadměrně hromadí měď. Toxická množství mědi mohou způsobit selhání orgánů a předčasné úmrtí. Ke zkoumání zadržování mědi u pacientů s touto nemocí se experimentálně používá 64Cu. Při tomto postupu se také oddělují heterozygotní a homozygotní přenašeče.

### Léčba rakoviny

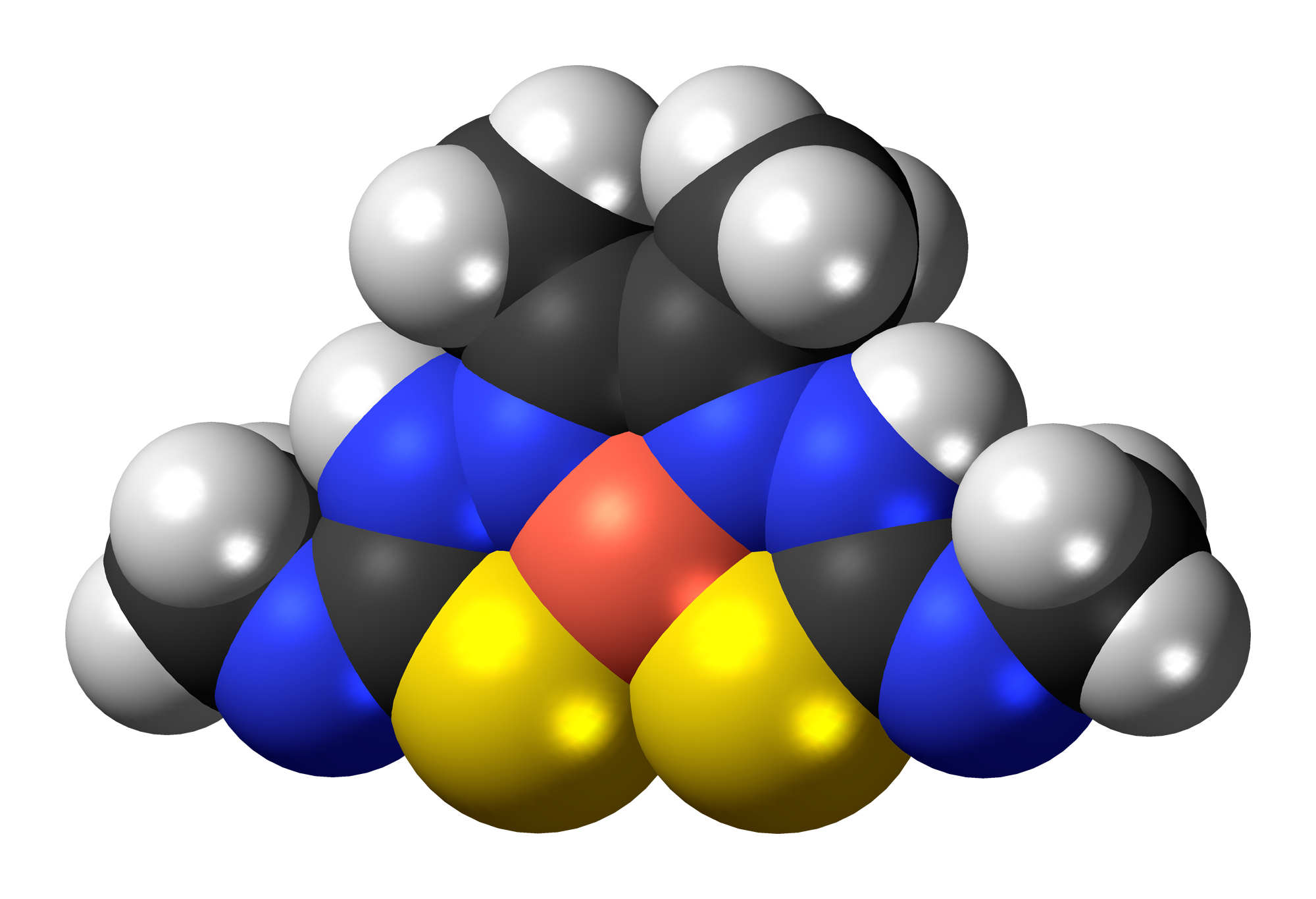
^{64}Cu-ATSM –Cu^{2+}(diacetyl-bis (N4-methylthiosemikarbazon)) – látka zkoumaná jako možné protinádorové léčivo

64Cu-ATSM –Cu2+(diacetyl-bis (N4-methylthiosemikarbazon)) prodlužuje přežití u zvířat s nádory. Oblasti s nízkým zadržováním kyslíku jsou odolné vůči vnější radioterapii, protože hypoxie omezuje účinky ionizujícího záření. 64Cu tyto buňky zabíjí díky svým jedinečným vlastnostem rozpadu. U zvířecích modelů s  nádory tlustého střeva byl Cu-ATSM přednostně přijímán hypoxickými buňkami oproti buňkám s běžným přísunem kyslíku. Křečci s nádory, kteří dostávali tuto látku, přežívali déle než kontrolní skupina.